# Resa dei conti
Resa dei conti è un libro di Petros Markarīs pubblicato in Italia nel 2013 da Bompiani.
È l'ottavo romanzo della serie dedicata al commissario Kostas Charitos.

## Trama
Con il Capodanno 2014, Grecia, Spagna ed Italia abbandonano l'Euro. Mentre si iniziano a vedere le prime tragiche conseguenze di questa scelta, vengono commessi 3 omicidi con dinamiche similari. Le vittime sono un imprenditore, un professore universitario ed un sindacalista con un passato comune: erano studenti del Politecnico quando si sono ribellati alla dittatura dei colonnelli.
La Polizia pensa che il mandante vada cercato tra i militanti dell'estrema destra ma il commissario Charitos non ne è convinto. Le indagini lo hanno portato a conoscere le famiglie delle vittime, rivelando come i figli si siano allontanati dai padri in forte dissenso con il loro comportamento. In contrasto con il passato rivoluzionario si delinea un presente fatto di giochi di potere, soprusi ed intrallazzi.
Charitos scopre che un compagno di studi, ricomparso dal nulla, aveva iniziato a ricattarli. La soluzione del caso sembra ovvia ma Charitos capisce che manca ancora un tassello perché tutto sia chiaro (anche se indimostrabile).

## Edizioni
- Petros Markarīs, Resa dei conti, Collana letteratura straniera, Bompiani, 2013,  pp. 304, ISBN 9788845273278.